# 哈夫纳巴赫
哈夫纳巴赫是奥地利下奥地利州圣帕尔滕兰县的一个市镇。总面积29.21平方公里，总人口1616人，人口密度55.3人/平方公里（2005年）。